# Osoyoos
Osoyoos – miasto w Kanadzie, w prowincji Kolumbia Brytyjska, w dystrykcie regionalnym Okanagan-Similkameen. Położone jest w dolinie Okanagan, niedaleko granicy ze Stanami Zjednoczonymi. Nazwa miasta pochodzi od słowa suius z colville-okanagan, co oznacza „zwężenie wód”. Litera „o” została dodana na początek przez osadników angielskich chcących, aby nazwa ich miasta lepiej zgrywała się z nazewnictwem w okolicy jeziora Okanagan (gdzie występowała wiele nazw zaczynających się na „o”, np. Oliver, Omak, Oroville, czy samo Okanagan).
Liczba mieszkańców Osoyoos wynosi 4 752. Język angielski jest językiem ojczystym dla 80,8%, francuski dla 1,9% mieszkańców (2006).

## Miasta partnerskie
- Palm Desert, Stany Zjednoczone